# Stefan Hula Jr
Stefan Jarosław Hula Jr (Bielsko-Biała, 29 september 1986) is een Poolse schansspringer. Hij nam driemaal deel aan de Olympische Winterspelen.

## Carrière
Hula maakte zijn debuut in de wereldbeker in het seizoen 2005/2006. Bij zijn eerste wedstrijd in Innsbruck werd hij 47e. In 2006 nam Hula een eerste keer deel aan de Olympische winterspelen. Individueel eindigde Hula 29e op de kleine schans. Samen met Kamil Stoch, Adam Małysz en Robert Mateja eindigde Hula op de 5e plaats in de landenwedstrijd. Ook in 2010 kon Hula zich kwalificeren voor de Olympische winterspelen. In Vancouver eindigde Hula 31e op de kleine en 19e op de grote schans.
Individueel behaalde Hula geen podiumplaatsen op een wereldbekerwedstrijd. Op 27 januari 2018 was hij, samen met zijn landgenoten Maciej Kot, Dawid Kubacki en Kamil Stoch, de beste in de wereldbekerwedstrijd voor teams in Zakopane. Later dat jaar nam Hula een derde maal deel aan de Olympische winterspelen in Pyeongchang. Op de normale schans eindigde Hula op de vijfde plek, zijn beste Olympisch resultaat.

## Belangrijkste resultaten

### Olympische Winterspelen
| Jaar | Plaats      | Resultaten                                                          |
| ---- | ----------- | ------------------------------------------------------------------- |
| 2006 | Turijn      | 29e normale schans 5e landenwedstrijd grote schans                  |
| 2010 | Vancouver   | 31e normale schans 19e grote schans 6e landenwedstrijd grote schans |
| 2018 | Pyeongchang | 5e Normale schans · 15e Grote schans · Landenwedstrijd              |

### Wereldkampioenschappen schansspringen
| Jaar | Plaats  | Resultaten                            |
| ---- | ------- | ------------------------------------- |
| 2009 | Liberec | 26e HS100 4e team HS134               |
| 2011 | Oslo    | 33e HS134 4e team HS106 5e team HS134 |
| 2019 | Seefeld | 12e HS109 4e Team HS130               |

### Wereldkampioenschappen skivliegen
| Jaar | Plaats                   | Resultaten              |
| ---- | ------------------------ | ----------------------- |
| 2006 | Kulm                     | 37e HS180 9e team HS180 |
| 2008 | Oberstdorf               | 10e team HS213          |
| 2010 | Planica                  | 4e team HS215           |
| 2016 | Tauplitz/Bad Mitterndorf | 21e HS225 5e team HS225 |
| 2018 | Oberstdorf               | 13e HS235 · team HS235  |

### Wereldbeker
Eindklasseringen
| Seizoen   | Algm | SV  | 4S  | NT  | RAW |
| --------- | ---- | --- | --- | --- | --- |
| 2005/2006 | 54e  | –   | 52e | 66e |     |
| 2006/2007 | 60e  | –   | 65e | 54e |     |
| 2007/2008 | 72e  | –   | -   | -   |     |
| 2008/2009 | 44e  | 46e | -   | 27e |     |
| 2009/2010 | 63e  | 42e | 35e | 36e |     |
| 2010/2011 | 39e  | 34e | 41e |     |     |
| 2011/2012 | -    | -   | 62e |     |     |
| 2012/2013 | 54e  | -   | 30e |     |     |
| 2013/2014 | 79e  | -   | -   |     |     |
| 2014/2015 | 78e  | -   | -   |     |     |
| 2015/2016 | 26e  | 36e | 25e |     |     |
| 2016/2017 | 32e  | -   | 20e |     | 78e |
| 2017/2018 | 13e  | 15e | 12e |     | 13e |
| 2018/2019 | 40e  | -   | 36e |     | 39e |
| 2019/2020 | 46e  | -   | 35e |     | -   |

Wereldbekerzeges
| Datum           | Plaats          | Schans          |
| Teamwedstrijden | Teamwedstrijden | Teamwedstrijden |
| --------------- | --------------- | --------------- |
| 27 januari 2018 | Zakopane        | HS134           |

### Grand-Prix
Eindklasseringen
| Jaar | Plaats |
| ---- | ------ |
| 2005 | 57e    |
| 2006 | 78e    |
| 2008 | 62e    |
| 2009 | 53e    |
| 2010 | 18e    |
| 2011 | 73e    |
| 2013 | 25e    |
| 2014 | 65e    |
| 2015 | 77e    |
| 2016 | 21e    |
| 2017 | 10e    |
| 2018 | 9e     |
| 2019 | 53e    |